# Paraty
Paraty – miasto i gmina w Brazylii, w stanie Rio de Janeiro. Znajduje się w mezoregionie Sul Fluminense i mikroregionie Baía da Ilha Grande.
W mieście ma siedzibę klub piłkarski SE Paraty.